# أبولا إديل
أبولا إديل (مواليد 17 يونيو 1986 في ياوندي - الكاميرون) لاعب كرة قدم أرميني يلعب حاليا لصالح نادي الدرجة الأولى باريس سان جيرمان الفرنسي منذ 2007 في مركز حارس مرمى .

## الروابط الخارجية
- أبولا إديل على موقع الاتحاد الدولي (مؤرشف)  (الإنجليزية)
- أبولا إديل على موقع الاتحاد الأوربي (الإنجليزية)
- أبولا إديل على موقع قاعدة بيانات كرة القدم.إي يو (الإنجليزية)
- أبولا إديل على موقع ليكيب (الفرنسية)
- أبولا إديل على موقع ناشيونال فوتبول تيمز (الإنجليزية)
- أبولا إديل على موقع Soccerbase.com (لاعب) (الإنجليزية)
- أبولا إديل على موقع Soccerway.com (الإنجليزية)
- أبولا إديل على موقع عالم كرة القدم.نت (الإنجليزية)
- أبولا إديل على موقع AS.com (الإسبانية)